# F1 수류탄 (러시아)

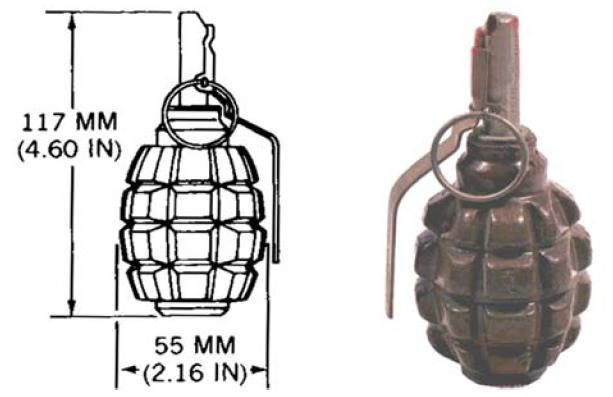
F1의 구조

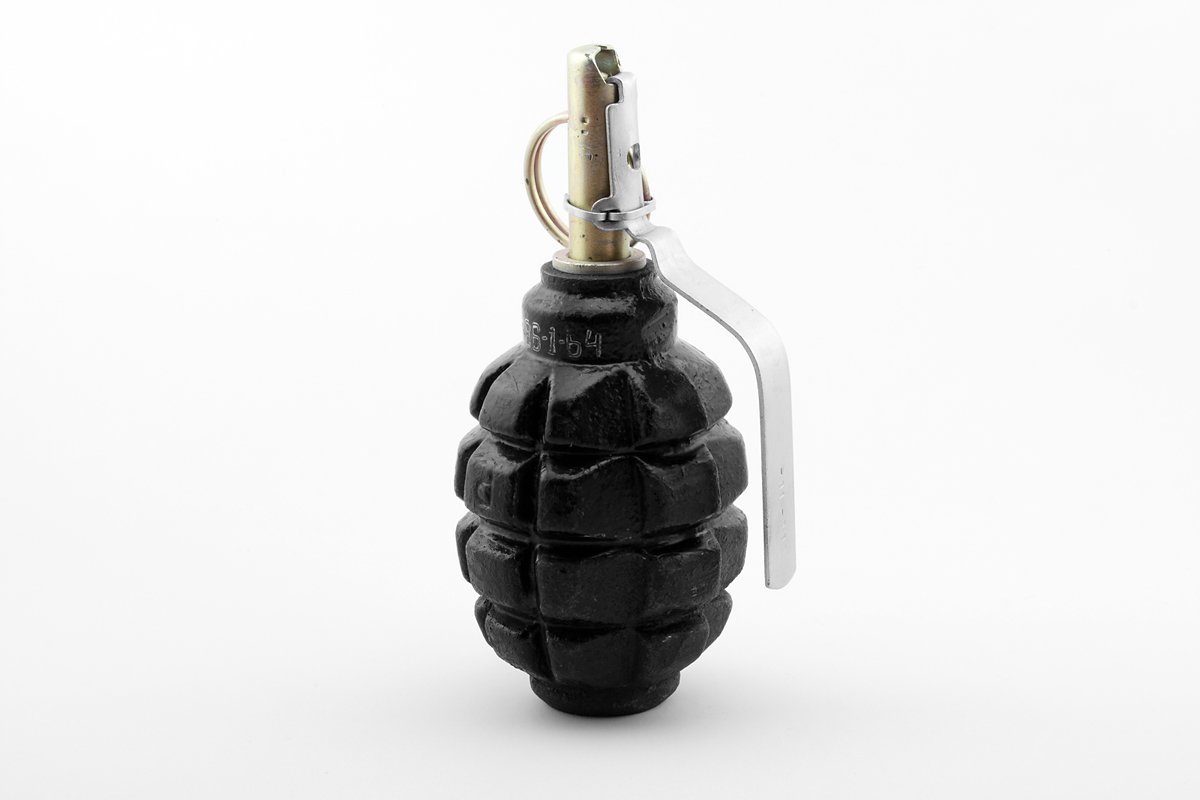
F1의 구조

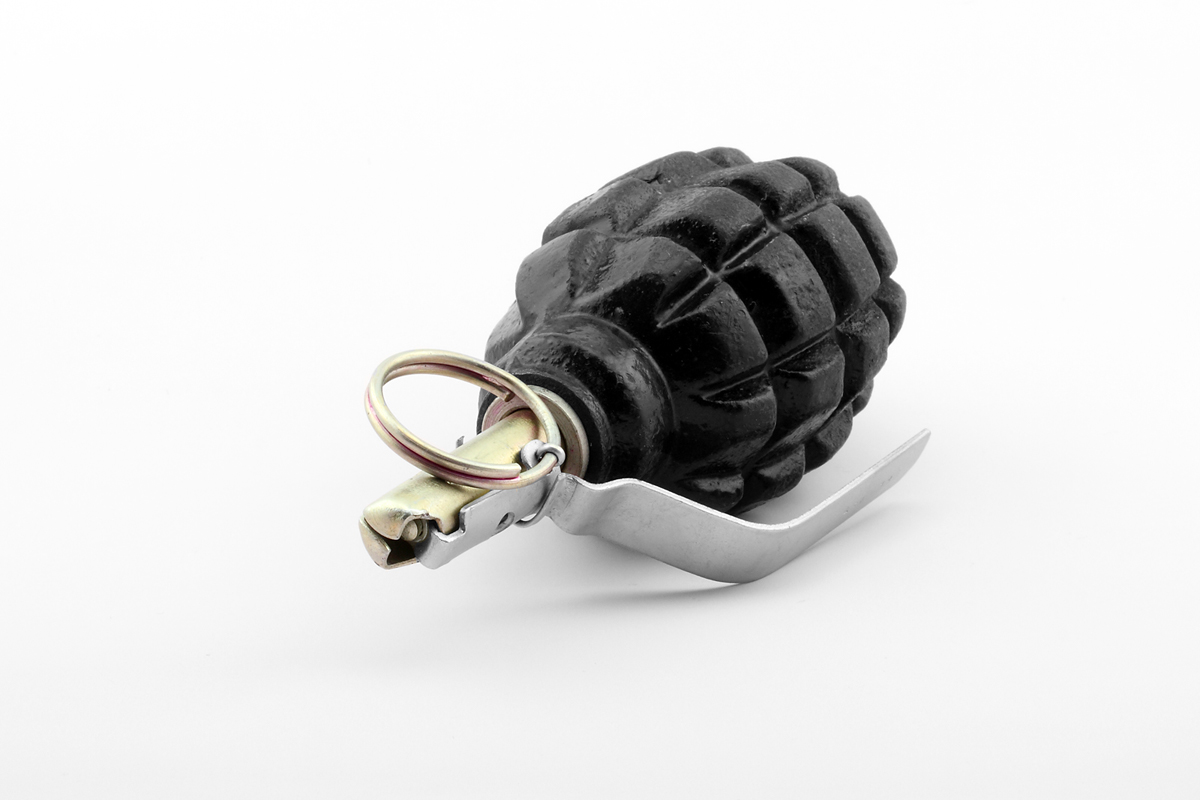
F1의 구조

F1은 제2차 세계 대전 당시의 소비에트 연방이 사용했던 수류탄이다. 별명으로  limonka(레몬 수류탄)이라고도 한다. 신관을 포함해 무게는 약 600g이며. 안속에는 60g의 TNT 폭발물로 채워져 있다. 폭파 딜레이 시간은 약 3.54초, F1을 던질 수 있는 최대 사거리는 대략 30~45m 정도이다. 생김새는 계란모양이며. 파편들의 유효사거리는 대략 30m 정도이다. 제2차 세계 대전 이후에도 이라크와 그외 아랍권 국가들에 보급되었으며. 현재도 일부 쓰이고 있다.